# طرح، آنالیز و اجرای سازه‌های توریسنگی
طرح، آنالیز و اجرای سازه‌ها توریسنگی (گابیون) کتابی از محمود جوان، مهدی فرشاد، ناصر طالب بیدختی و پرهام جواهری راجع به سازه‌های تورسنگی است که در سال ۱۳۶۹ منتشر و در مراسم کتاب سال جمهوری اسلامی ایران به‌عنوان کتاب برگزیده معرفی شد.